# Utkonosivka
Utkonosivka  (ucraniano: Утконосівка) es una localidad del Raión de Izmail en el Óblast de Odesa de Ucrania. Según el censo de 2024, tiene una población de 3869 habitantes.